# Tría Monastíria
Tría Monastíria, en grec moderne : Τρία Μοναστήρια, est un village du dème de Réthymnon, en Crète, en Grèce. Selon le recensement de 2011, la population de Tría Monastíria compte 172 habitants.